# Andrzej Dũng Lạc
Andrzej Dũng Lạc (wiet. Anrê Trần An Dũng (Lạc)) (ur. ok. 1795 w Bắc Ninh w Wietnamie, zm. 21 grudnia 1839 w Hanoi) – święty Kościoła katolickiego, męczennik, pierwszy wietnamski ksiądz katolicki.

## Życiorys
Trần urodził się w rodzinie niechrześcijańskiej. Chrześcijaństwo przyjął w wieku 15 lat, a na chrzcie otrzymał imię Andrzej. Opanował język chiński i łacinę. Po 10 latach służby jako katechista i 3 latach studiów teologicznych 15 marca 1823 przyjął święcenia kapłańskie. Jako ksiądz podjął działalność w parafii Kẻ Đầm.
Został aresztowany w 1835. Parafianie zebrali pieniądze i zapłacili za jego uwolnienie. Andrzej Trần An Dũng zmienił imię z Dũng na Lạc, żeby łatwiej się ukryć oraz zmienił rejon swojej działalności. Powtórnie uwięziony został 10 listopada 1839 razem z Piotrem Trương Văn Thi i tym razem wykupiony. Aresztowany po kilkunastu dniach został przewieziony do Hanoi i tam ścięty 21 grudnia 1839.
Beatyfikowany 27 maja 1900 przez papieża Leona XIII. Kanonizowany przez papieża Jana Pawła II w Rzymie.
Jest jednym z 117 męczenników wietnamskich, ofiar prześladowań religijnych, które w okresie od 1645 do 1886 roku pochłonęły od 100 000 do 300 000 ludzi.
Jego działalność zaowocowała przyjęciem chrześcijaństwa przez wielu mieszkańców terenów, na których prowadził swoją misję.

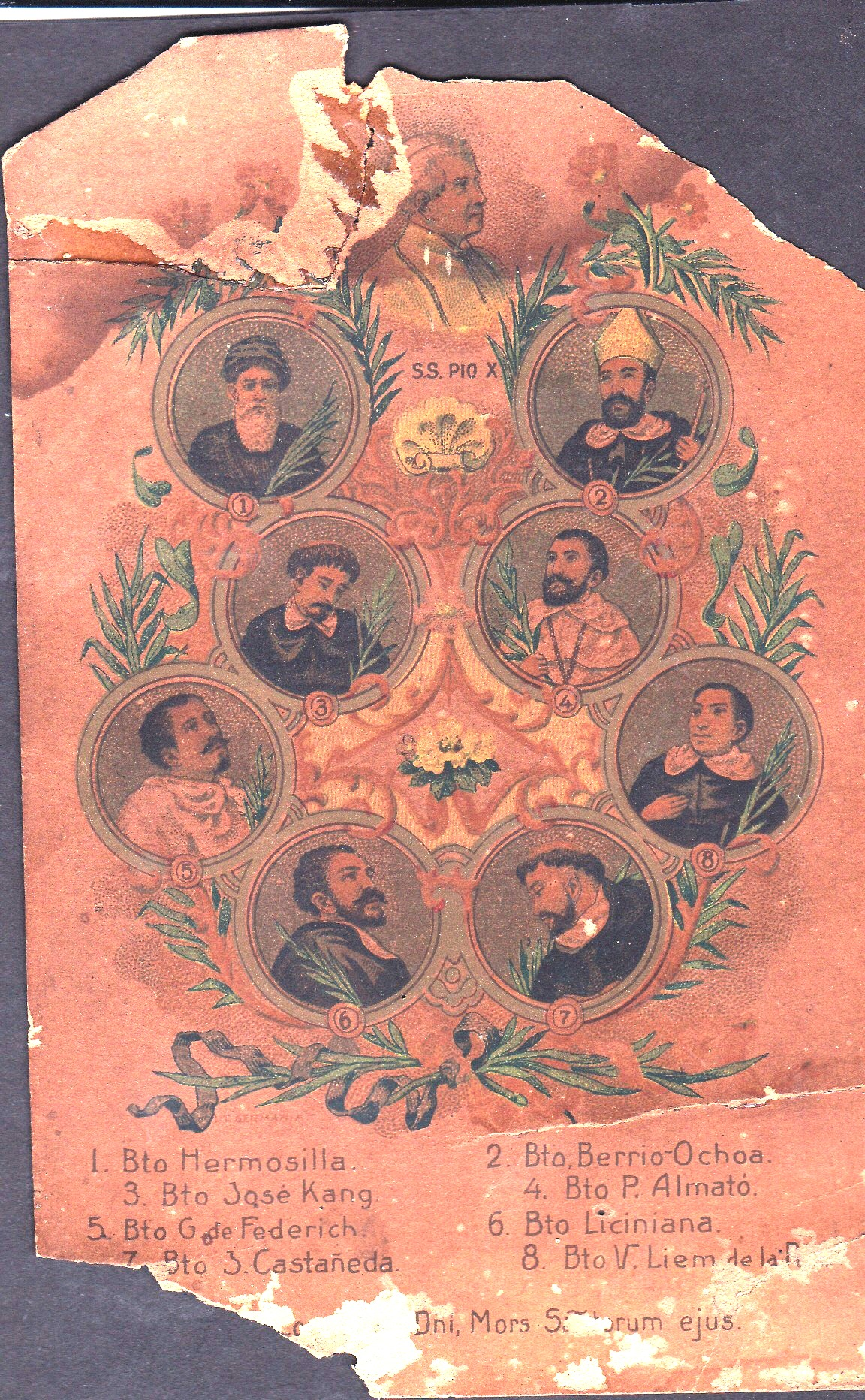
Karta wydana w 1906 roku dla upamiętnienia beatyfikacji wietnamskich męczenników